# Белый рояль (фильм)
«Белый рояль» — советская музыкальная комедия 1968 года.

## Сюжет
Музыковед Алла Сергеевна Арсеньева одержима идеей поиска музыкальных артефактов разных эпох. Её усилиями уже были найдены балалайка Петра I и барабан Чингиз-Хана. Её новым объектом для поиска стал уникальный Белый Рояль, некогда принадлежавший эмиру Бухары. После революции и гражданской войны следы уникального инструмента теряются в районе Душанбе, но директор музея Аристарх Платонович не соглашается финансировать поездку Аллы Сергеевны, и ей приходится брать отпуск за свой счёт.
Тем временем искомый инструмент находится в сарае Тихой Розияхон. Он достался ей по наследству от матери, а той, в свою очередь, — от постояльца, который когда-то жил у них дома. По семейному преданию, этот инструмент нужно передать в руки настоящего музыканта, но они не приходят в тихий аул к Тихой Розияхон, и она решает продать инструмент, чтоб осуществить свою давнюю мечту и приобрести белую козочку.
Так бы, возможно, и случилось, но тут в поисках уникального белого рояля в Душанбе приезжает музыковед Алла Арсеньева и знакомится с известным композитором Ю. Ю. Ахмедовым, его юным коллегой Шоди, очаровательной певицей Лолой. После ряда приключений рояль находится и благополучно перевозится в музей музыкальных инструментов.

## В ролях
| Актёр              | Роль                                                                                 |
| ------------------ | ------------------------------------------------------------------------------------ |
| Нина Шацкая        | Алла Сергеевна Арсеньева, искусствовед и музыковед из музея музыкальных инструментов |
| Сталина Азаматова  | Лола, певица, племянница Ахмедова                                                    |
| Фрунзик Мкртчян    | Юсуф Юсуфович Ахмедов, композитор, отец девяти дочерей                               |
| Руслан Ахметов     | Шоди, молодой композитор                                                             |
| Алексей Смирнов    | Вожак, бригадир и наставник грузчиков Бюро добрых услуг                              |
| Расми Джабраилов   | Аристарх Платонович, директор музея музыкальных инструментов                         |
| Тамара Кокова      | Тихая Розияхон                                                                       |
| Марьям Якубова     | Малохат, жена Ахмедова                                                               |
| Абдульхайр Касымов | Бобо-Касым                                                                           |
| Акмурад Бяшимов    | Али, грузчик бюро «Добрые услуги»                                                    |